# Darren Sproles
Darren Sproles (Waterloo, Iowa, Estados Unidos, 20 de junio de 1983) es un jugador profesional de fútbol americano de la National Football League que juega en el equipo Philadelphia Eagles, en la posición de Running back con el número 43.

## Carrera deportiva
Darren Sproles proviene de la Universidad Estatal de Kansas y fue elegido en el Draft de la NFL de 2005, en la ronda número 4 con el puesto número 130 por el equipo San Diego Chargers.
Ha jugado en los equipos New Orleans Saints, Philadelphia Eagles y San Diego Chargers.